# Sloní ostrov
Sloní ostrov je jeden z Jižních Shetlandských ostrovů (nejsevernějších ostrovů Antarktidy). Ostrov byl pojmenován Elephant Island, protože první průzkumníky napadlo ostrov pojmenovat po rypouších sloních (anglicky Elephant seal), kteří se tam vyvalovali na břehu, když připluli. Ostrov je 245 km daleko od Antarktického poloostrova a 885 km od nejjižnějšího místa Chile. Na ostrov si dělají nároky Brazílie, Argentina, Chile a Velká Británie. Brazílie má na ostrově 2 základny, v nichž současně pobývá vždy 6 výzkumníků.

## Historie

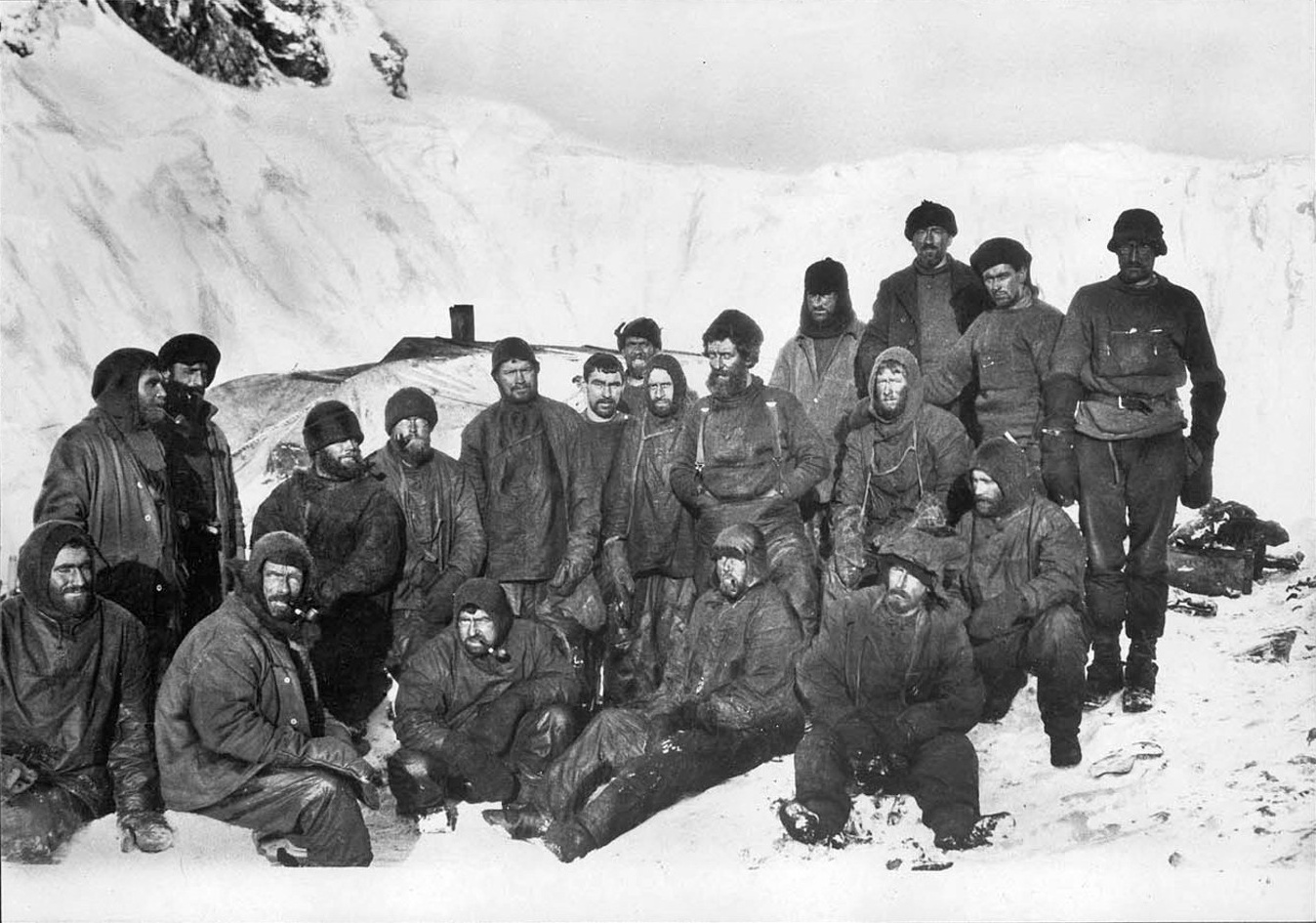
Ztroskotaná posádka na ostrově

Ostrov objevila 29. ledna 1821 první ruská antarktická expedice vedená Faddějem Faddějevičem Bellingshausenem a Michailem Lazarevem a pojmenovala ho původně Mordvinovův ostrov na počest admirála Semjona Mordvinova.
V roce 1916 na ostrově pobýval po ztroskotání lodi Endurance ve Weddellově moři s posádkou 28 mužů, kteří se z vraku lodi dostali po ledové kře a na záchranných člunech, Ernest Henry Shackleton. V místě Point Wild si založili tábor, kde ze záchranných člunů postavili provizorní přístřešky a dále několik plátěných stanů. K osvětlení používali lampy na rybí tuk. Lovili tučňáky a tuleně. Na podzim a v zimě, kdy ubylo lovné zvěře, posádku sužovaly nemoce, omrzliny a hlad. Ernest Shackleton si uvědomil, že je těžko někdo na ostrově nalezne a tak se rozhodl, že popluje do nejbližší velrybářské vesnice na Jižní Georgii. Společně s dalšími pěti muži se plavil 1287 km daleko na záchranném člunu pojmenované James Caird. Za dva týdny (24. dubna 1916) se konečně doplavili do cíle. Následně byla vyslána záchranná loď z Punta Arenas, které velel Luis Pardo. První tři pokusy nevyšly kvůli příliš silnému ledu okolo ostrova. Až na čtvrtý pokus se podařilo všechny trosečníky 30. srpna 1916 odvézt z ostrova.

## Flora a fauna

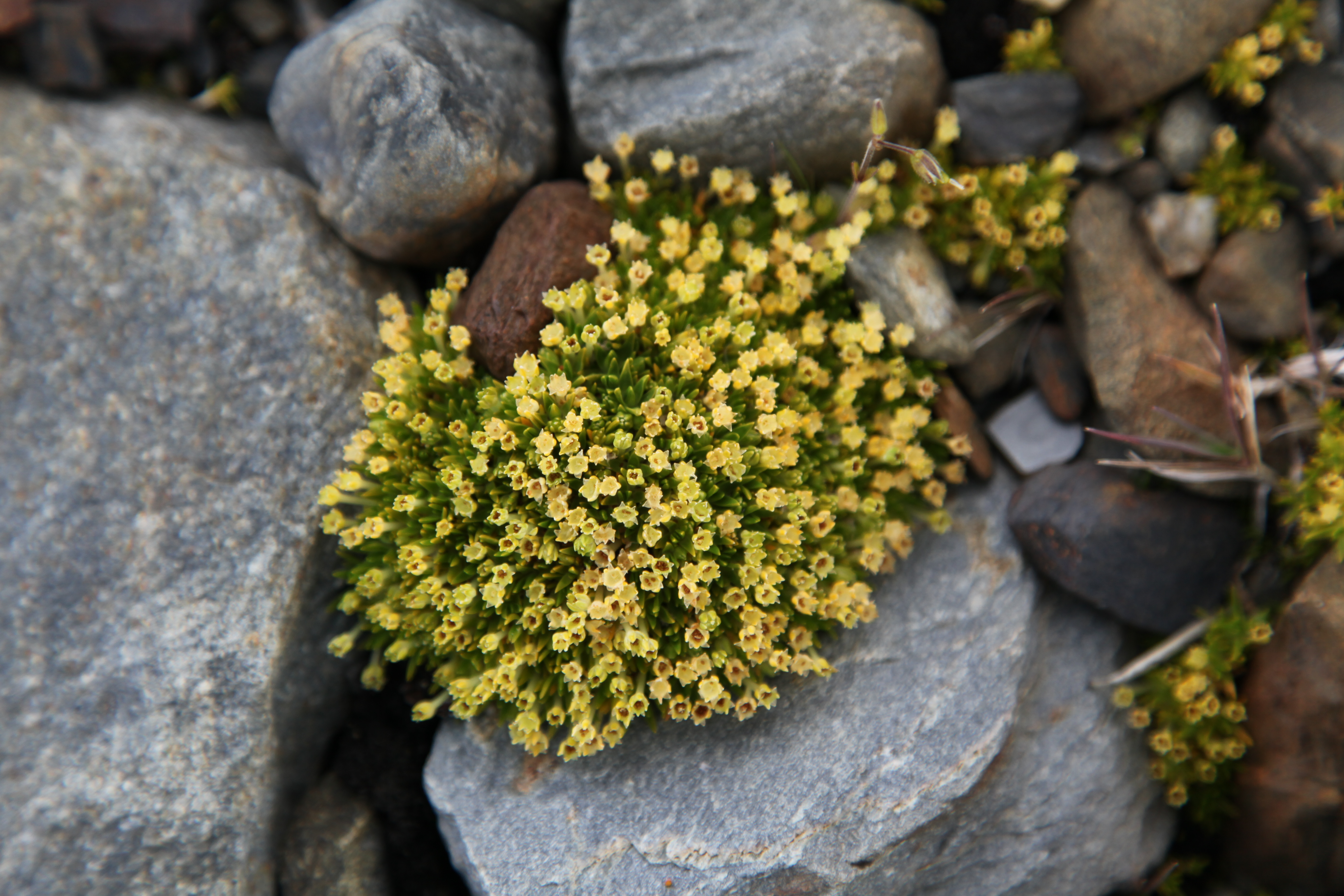
Colobanthus quitensis, jedna ze zdejších kvetoucích rostlin

Přestože je naprostá většina ostrova pokrytá ledovcem, rostou zde mechy, lišejníky, játrovky, řasy a kvetoucí rostliny (jen 2 druhy, Colobanthus quitensis a Deschampsia antarctica). Při expedici v roce 1970-1971 bylo na ostrově nalezeno celkově 80 druhů rostlin včetně kvetoucích.
Ostrov neobývají trvale žádná zvířata, často ho však navštěvují migrující tučňáci, kteří tam odchovávají mladé, tuleni a rypouši sloní. V okolním moři se vyskytují velryby.

## Podnebí
Počasí je dlouhodobě oblačné a často sněží. Podnebí je silně oceánské a polární. Průměrná teplota v červenci je přibližně -6°C, nejnižší zimní teploty klesají až na -20 °C. Průměrná teplota v lednu je přibližně 3 °C, v nejteplejších letních dnech teploty dosahují až 10 °C. Sněžení je obvyklé i v létě. Naprostou většinu ostrova pokrývá ledovec.

## Pamětihodnosti
V Point Wild stojí památník s několika plaketami, věnovaný Luisi Pardovi. Na jihozápadě ostrova jsou trosky velké dřevěné plachetnice, které byly vyhlášeny antarktickou historickou památkou.

## Galerie

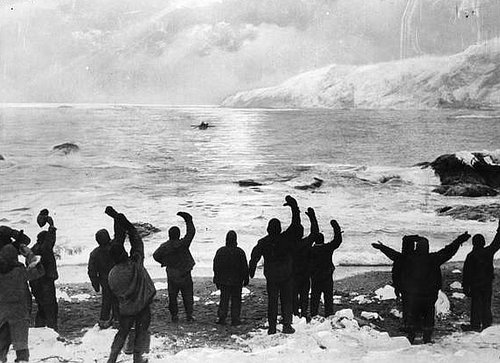
Ernest Shackleton odplouvá ze Sloního ostrova.
Cesta posádky po potopení Endurance, zeleně je část plavby na ledové kře a modře plavba na záchranném člunu James Caird.
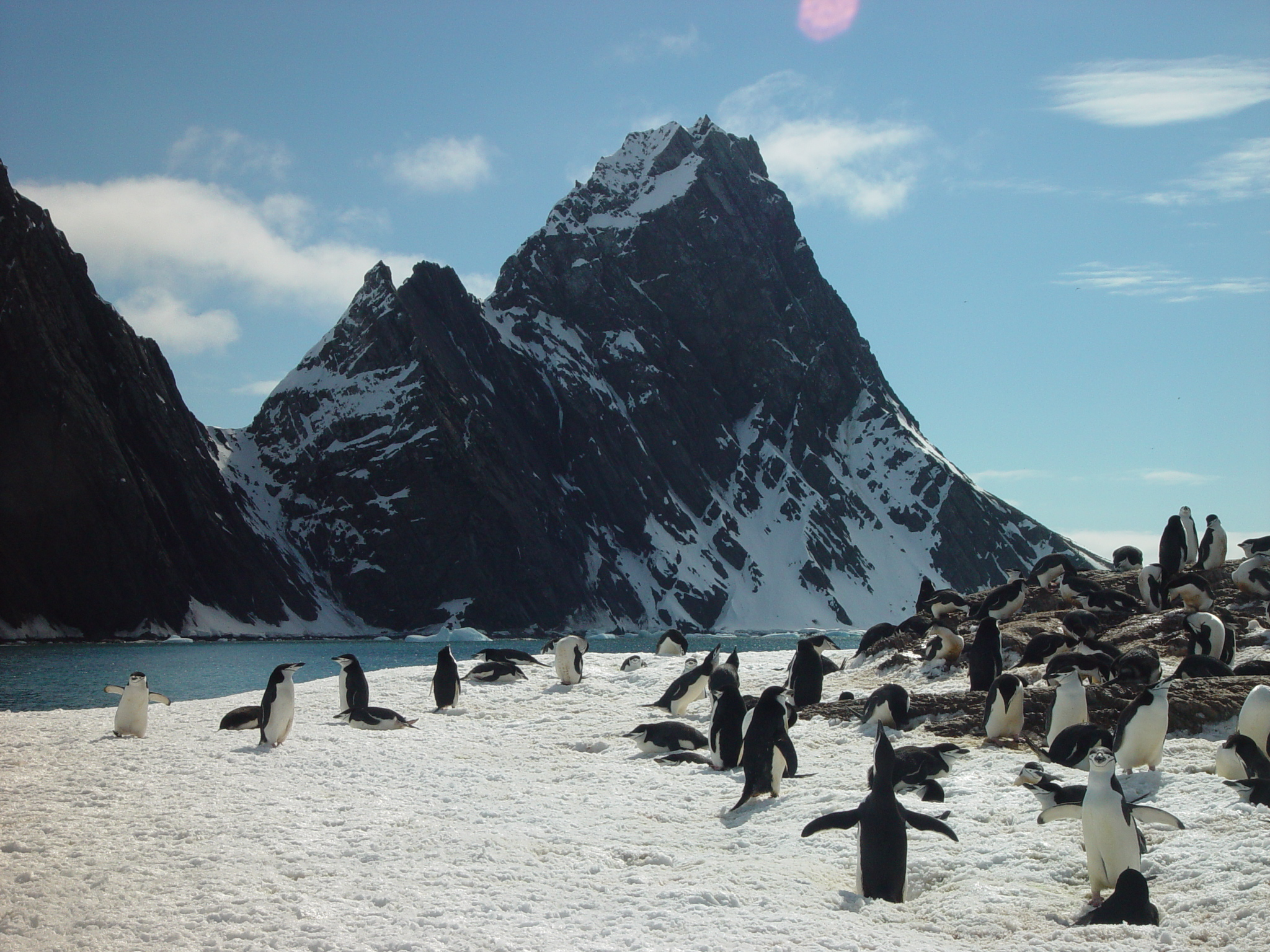
Tučňáci na pláži.
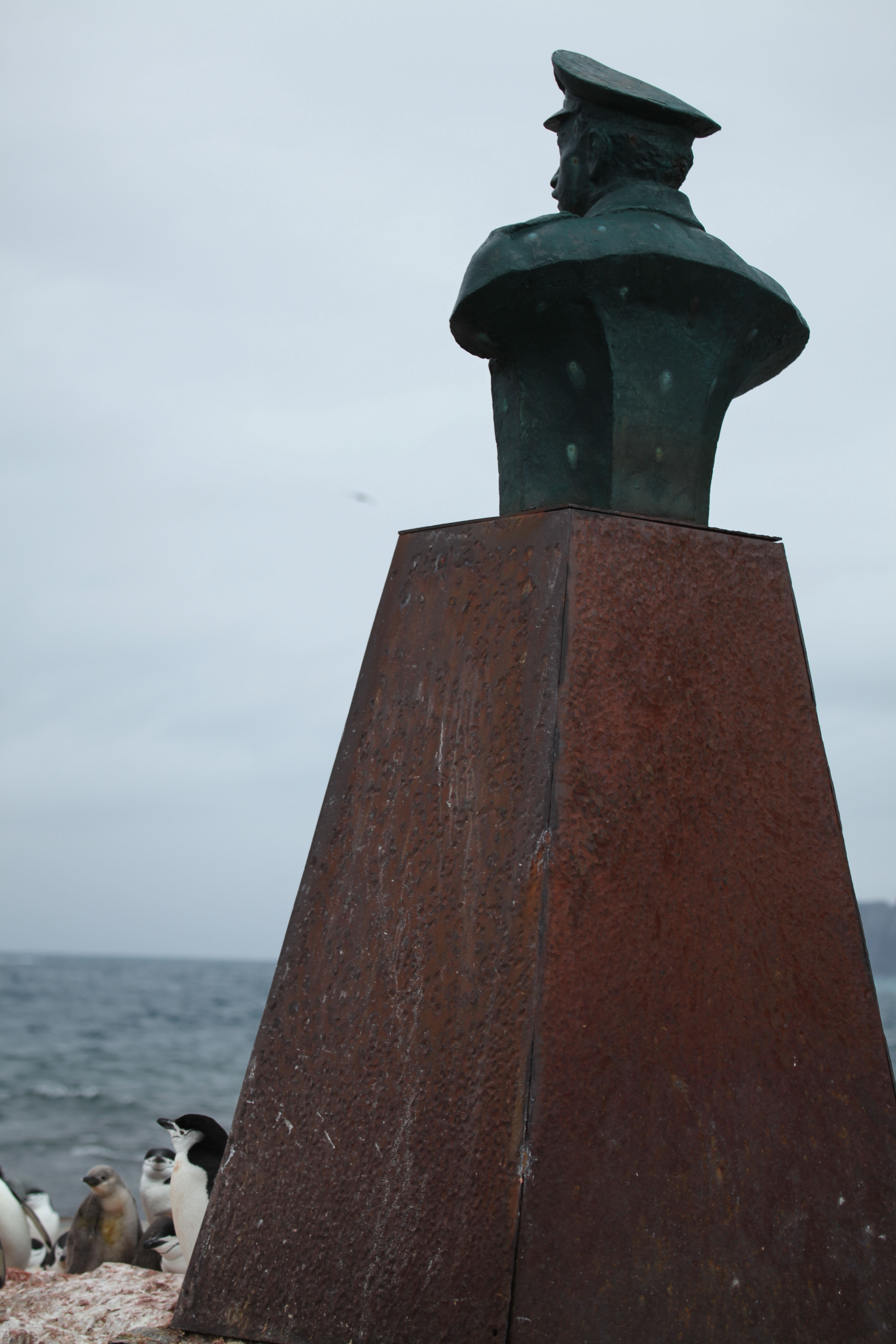
Památník Luisovi Pardovi a ztroskotancům.
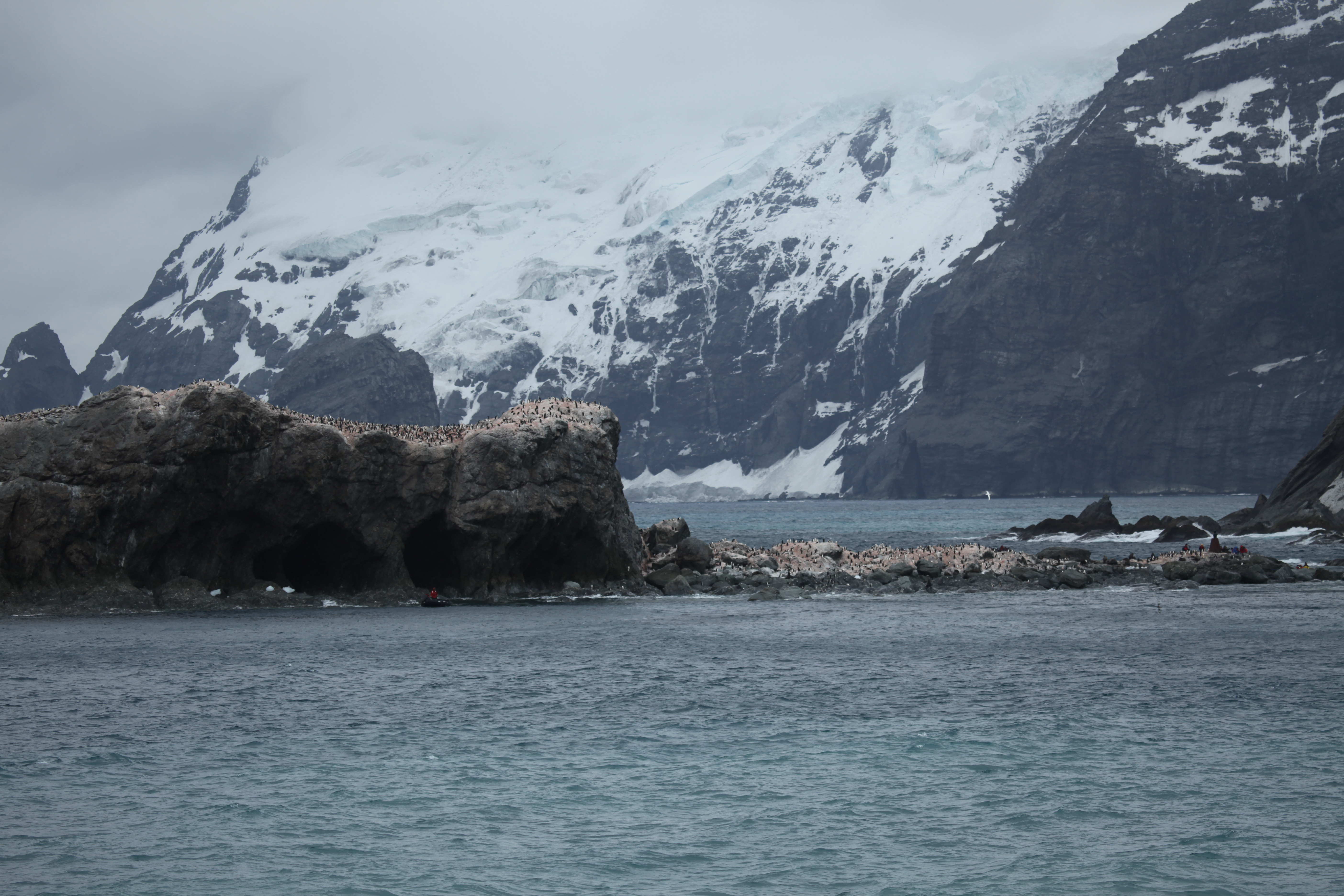
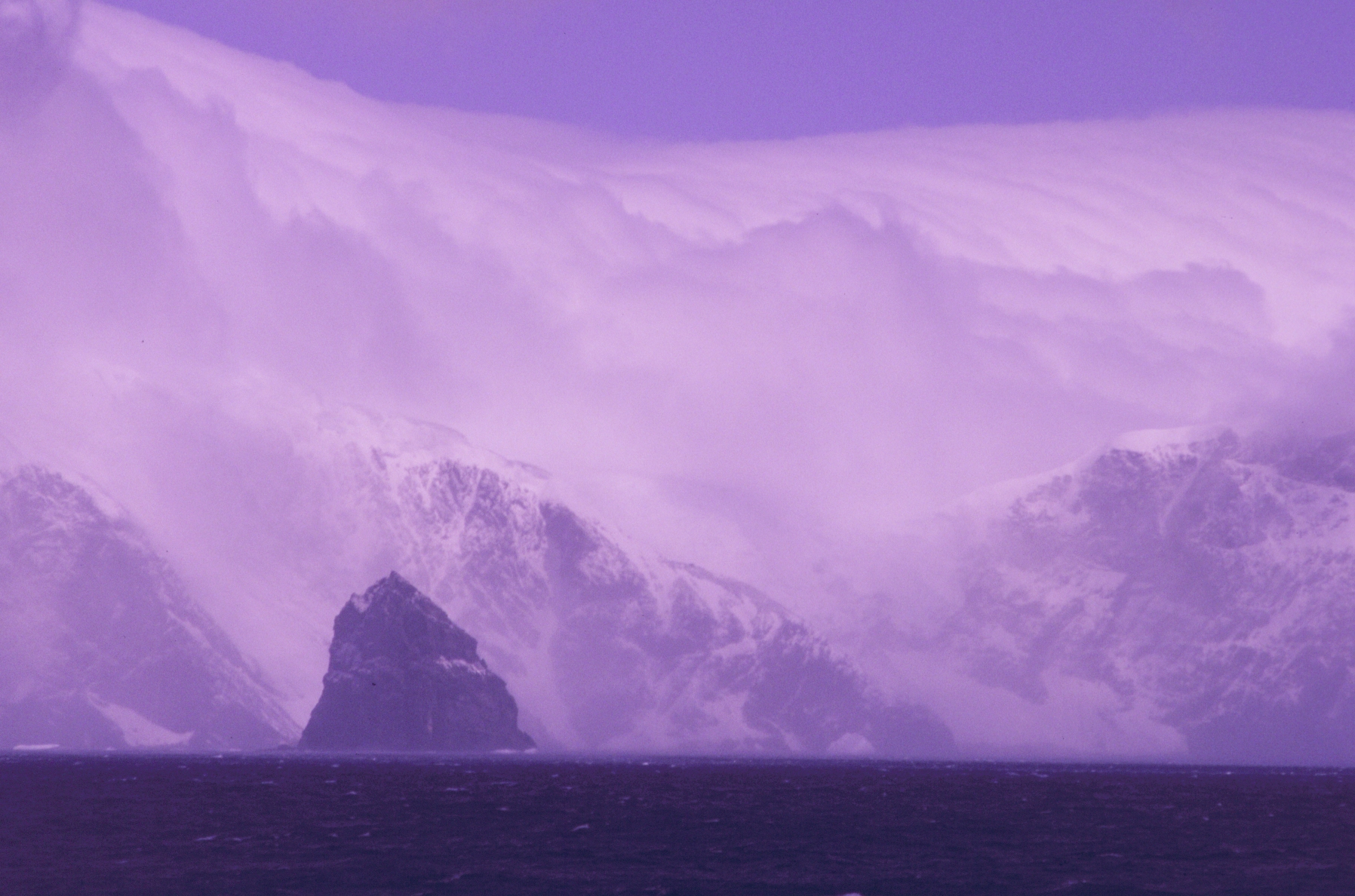
Mlha na pobřežních skálách.
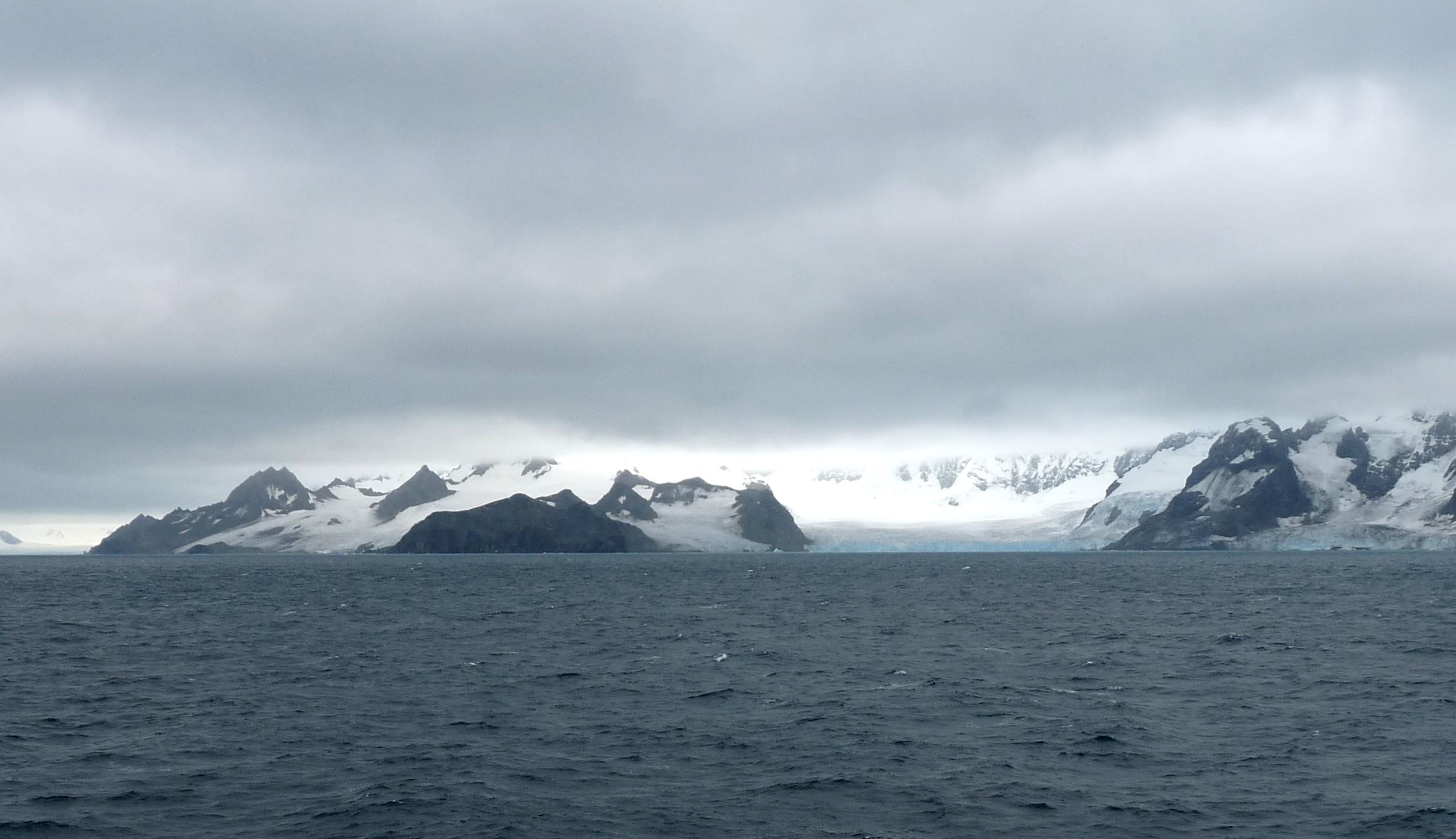